# Championnat de Géorgie de football 2003-2004
Navigation
Saison précédente Saison suivante
La saison 2003-2004 du Championnat de Géorgie de football était la 15e édition de la première division géorgienne. Le championnat, appelé Umaglesi Liga, regroupe les seize meilleurs clubs géorgiens au sein d'une poule unique, où les équipes se rencontrent deux fois dans la saison, à domicile et à l'extérieur. À la fin de cette première phase, les 6 premiers disputent la poule pour le titre tandis que les 6 derniers jouent la poule de relégation. Les 2 derniers de cette poule de relégation du classement sont rétrogradés en D2 et les 3e et 4e disputent un barrage de promotion-relégation face aux 3e et 4e de Pirveli Liga.
Cette saison, c'est le club de Sioni Bolnissi qui remporte le titre, après avoir du disputer un match de barrage face au WIT Georgia Tbilissi, puisque les 2 clubs ont terminé à égalité de points en tête de la poule pour le titre. Le tenant du titre, le FC Dinamo Tbilissi ne prend que la 3e place mais remporte un nouveau trophée après son succès en Coupe de Géorgie.

## Les 12 clubs participants
| - FC Dinamo Tbilissi - Lazika Zugdidi - Promu de Pirveli Liga - Kolkheti 1913 Poti - Torpedo Koutaïssi - Dinamo Batoum - Lokomotiv Tbilissi | - FC Tbilissi - Sioni Bolnissi - Dila Gori - WIT Georgia Tbilissi - Mertskhali Ozurgeti - Promu de Pirveli Liga - FC Mtskheta - Promu de Pirveli Liga |

## Compétition
Le barème de points servant à établir tous les classements se décompose ainsi :
- Victoire : 3 points
- Match nul : 1 point
- Défaite : 0 point

### Première phase
| Rang | Équipe                  | Pts | J  | G  | N | P  | Bp | Bc | Diff |
| ---- | ----------------------- | --- | -- | -- | - | -- | -- | -- | ---- |
| 1    | FC Dinamo Tbilissi (T)  | 50  | 22 | 15 | 5 | 2  | 49 | 8  | +41  |
| 2    | WIT Georgia Tbilissi    | 42  | 22 | 12 | 6 | 4  | 38 | 15 | +23  |
| 3    | Sioni Bolnissi          | 40  | 22 | 11 | 7 | 4  | 31 | 18 | +13  |
| 4    | FC Tbilissi             | 35  | 22 | 10 | 5 | 7  | 41 | 26 | +15  |
| 5    | Lokomotiv Tbilissi      | 34  | 22 | 10 | 4 | 8  | 32 | 24 | +8   |
| 6    | Dila Gori               | 34  | 22 | 10 | 4 | 8  | 28 | 20 | +8   |
| 7    | Torpedo Koutaïssi       | 34  | 22 | 10 | 4 | 8  | 27 | 26 | +1   |
| 8    | Dinamo Batoum           | 32  | 22 | 10 | 2 | 10 | 26 | 28 | -2   |
| 9    | Kolkheti 1913 Poti      | 24  | 22 | 7  | 3 | 12 | 18 | 35 | -17  |
| 10   | FC Mtskheta (P)         | 20  | 22 | 6  | 2 | 14 | 25 | 55 | -30  |
| 11   | Lazika Zugdidi (P)      | 16  | 22 | 4  | 4 | 14 | 14 | 47 | -33  |
| 12   | Mertskhali Ozurgeti (P) | 10  | 22 | 2  | 4 | 16 | 18 | 45 | -27  |

|  | Participation à la poule pour le titre            |
|  | Participation à la poule de relégation            |
|  | (T) : Tenant du titre (P) : Promu de Pirveli Liga |

### Seconde phase
Les équipes démarrent la seconde phase avec la moitié du total des points acquis lors de la première phase.

#### Poule pour le titire
| Rang | Équipe                     | Pts | J  | G | N | P | Bp | Bc | Diff |
| ---- | -------------------------- | --- | -- | - | - | - | -- | -- | ---- |
| 1    | Sioni Bolnissi             | 41  | 10 | 6 | 3 | 1 | 14 | 5  | +9   |
| 2    | WIT Georgia Tbilissi       | 41  | 10 | 6 | 2 | 2 | 10 | 3  | +7   |
| 3    | FC Dinamo Tbilissi (T) (C) | 40  | 10 | 4 | 3 | 3 | 15 | 10 | +5   |
| 4    | FC Tbilissi                | 32  | 10 | 3 | 5 | 2 | 12 | 8  | +4   |
| 5    | Lokomotiv Tbilissi         | 25  | 10 | 1 | 5 | 4 | 6  | 11 | -5   |
| 6    | Dila Gori                  | 19  | 10 | 0 | 2 | 8 | 2  | 22 | -20  |

|  | Participation à la poule pour le titre                                                   |
|  | Qualification pour la Coupe UEFA 2004-2005                                               |
|  | Qualification pour la Coupe Intertoto 2004                                               |
|  | (T) : Tenant du titre (C) : Vainqueur de la Coupe de Géorgie (P) : Promu de Pirveli Liga |

#### Poule de relégation
| Rang | Équipe                  | Pts | J  | G | N | P | Bp | Bc | Diff |
| ---- | ----------------------- | --- | -- | - | - | - | -- | -- | ---- |
| 1    | Torpedo Koutaïssi       | 17  | 10 | 5 | 2 | 3 | 19 | 12 | +7   |
| 2    | Kolkheti 1913 Poti      | 21  | 10 | 6 | 3 | 1 | 14 | 6  | +8   |
| 3    | FC Mtskheta (P)         | 21  | 10 | 6 | 3 | 1 | 14 | 5  | +9   |
| 4    | Dinamo Batoum           | 9   | 10 | 3 | 0 | 7 | 6  | 14 | -8   |
| 5    | Spartak Tbilissi (P)    | 16  | 10 | 5 | 1 | 4 | 18 | 11 | +7   |
| 6    | Mertskhali Ozurgeti (P) | 1   | 10 | 0 | 1 | 9 | 4  | 27 | -23  |

|  | Participation au barrage de promotion-relégation                                         |
|  | Relégation directe en deuxième division                                                  |
|  | (T) : Tenant du titre (C) : Vainqueur de la Coupe de Géorgie (P) : Promu de Pirveli Liga |

### Matchs

#### Match pour le titre
Les deux clubs en tête de la poule pour le titre, le Sioni Bolnissi et WIT Georgia Tbilissi, disputent un match décisif pour l'attribution du titre de champion.
| 30 mai 2004 | WIT Georgia Tbilissi             | 2 - 0 | Sioni Bolnissi | Stade Boris Paichadze, Tbilissi                         |                                                         |
|             | Gotsiridze 30e · Gochashvili 77e |       |                | Spectateurs : 15 000 Arbitrage : Alexander Krichashvili | Spectateurs : 15 000 Arbitrage : Alexander Krichashvili |

- Avant la rencontre, de violents affrontements ont eu lieu entre les supporters des 2 clubs, mais aussi une agression sur les arbitres de la rencontre; la fédération géorgienne décide de condamner lourdement le Sioni Bolnissi : interdiction de participer à la Coupe UEFA 2004-2005, suspension de leur stade pour 10 rencontres et une amende de 10 000 GEL. Le WIT Georgia Tbilissi se qualifie pour la Ligue de champions 2004-2005.

#### Barrage de promotion-relégation
| Équipe 1           | Résultat | Équipe 2           |
| ------------------ | -------- | ------------------ |
| FC Mtskheta (D1)   | 2 - 3    | Gorda Rustavi (D2) |
| Dinamo Batoum (D1) | 1 - 0    | Milan Tsnori (D2)  |

## Bilan de la saison
| Championnat de Géorgie de football 2003-2004            |                                  |
| Champion                                                | WIT Georgia Tbilissi (1er titre) |
| Coupes et trophées                                      |                                  |
| Vainqueur de la Coupe de Géorgie 2003-2004              | FC Dinamo Tbilissi               |
| Qualifications continentales                            |                                  |
| Ligue des champions 2004-2005 1er tour de qualification | WIT Georgia Tbilissi             |
| Coupe UEFA 2004-2005                                    | FC Dinamo Tbilissi               |
| Coupe UEFA 2004-2005                                    | FC Tbilissi                      |
| Coupe Intertoto 2004                                    | Dila Gori                        |
| Promotions et relégations                               |                                  |
| Promus en Umaglesi Liga                                 | Gorda Rustavi                    |
| Promus en Umaglesi Liga                                 | FK Kobuleti                      |
| Promus en Umaglesi Liga                                 | Samgurali Tskhaltubo             |
| Relégués en Pirveli Liga                                | Mertskhali Ozurgeti              |
| Relégués en Pirveli Liga                                | Spartak Tbilissi                 |
| Relégués en Pirveli Liga                                | FC Mtskheta                      |